# Patrick (efternamn)
Patrick är ett engelskt efternamn. 

## Personer med efternamnet Patrick
- Adrian Patrick (född 1973), brittisk löpare
- Alan Patrick (född 1983), brasiliansk MMA-utövare
- Danica Patrick (född 1982), amerikansk racerförare
- Deval Patrick (född 1956), amerikansk politiker, demokrat, guvernör i Massachusetts
- Dorothy Patrick (1921–1987), kanadensisk-amerikansk skådespelare
- Frank Patrick (1885–1960), kanadensisk ishockeyspelare
- Gail Patrick (1911–1980), amerikansk skådespelare
- James Patrick (född 1963), kanadensisk ishockeyspelare
- Lee Patrick (1901–1982), amerikansk skådespelare
- Lester Patrick (1883–1960), kanadensisk ishockeyspelare
- Luther Patrick (1894–1957), amerikansk politiker
- Nicholas Patrick (född 1964), amerikansk astronaut
- Nolan Patrick (född 1998), kanadensisk ishockeyspelare
- Richard Patrick (född 1968), amerikansk musiker
- Robert Patrick (född 1958), amerikansk skådespelare
- Tera Patrick (född 1976), amerikansk porrskådespelare